# Batalhão de Operações Policiais Especiais
 Batalhão de Operações Policiais Especiais (BOPE) (tiếng Bồ Đào Nha: [bataˈʎɐ̃w dʒi opeɾaˈsõjs poliˈsjajs ispeˈsjajs]; (tạm dịchː "Tiểu đoàn Cảnh sát Đặc nhiệm") là đơn vị cảnh sát chiến thuật và hiến binh của Quân cảnh bang Rio de Janeiro (PMERJ) ở Brazil. Do tính chất tội phạm ở các khu ổ chuột cực kỳ nguy hiểm và manh động nên các đơn vị BOPE đều có kinh nghiệm dày dặn trong chiến tranh đô thị cũng như trong môi trường có không gian hẹp và chật chội. Họ được trang bị và sử dụng các trang thiết bị và vũ khí chiến đấu hạng nặng hơn so với các lực lượng hành pháp khác của Brazil.
BOPE của PMERJ là một trong những đơn vị nổi tiếng nhất trong số các tổ chức quân cảnh của Brazil. Quân cảnh của các bang Alagoas và Santa Catarina cũng gọi các đơn vị Cảnh sát Đặc nhiệm chiến thuật của họ là BOPE, trong khi cảnh sát quân sự của Quận Liên bang, Piauí và bang Rio Grande do Sul gọi các lực lượng của họ là "Tiểu đoàn Đặc nhiệm" ("Batalhão de Operações Especiais" hoặc "BOE").

## Trách nhiệm

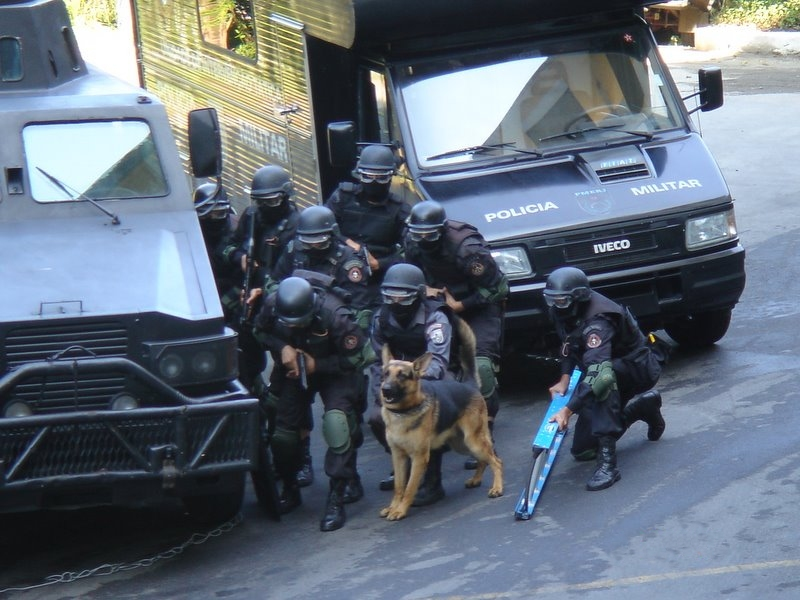
Sĩ quan BOPE đang trong huấn luyện.

BOPE hiện đang giữ một số vai trò như sau:
- Bảo vệ cho các sự kiện đặc biệt
- Phá huỷ công sự mà các đối tượng buôn ma túy dựng lên
- Tiêu diệt tội phạm nếu chúng đe doạ mạng sống của dân thường hoặc các thành viên trong đội
- Tiêu diệt các cá nhân hoặc tổ chức buôn ma tuý
- Sơ tán các sĩ quan cảnh sát hoặc thường dân bị thương trong các cuộc đụng độ
- Giải cứu các sĩ quan và công dân bị tội phạm bắt giữ hoặc đang trong vùng chiến sự
- Thực hiện các lệnh bắt giữ hoặc tiêu diệt có độ nguy hiểm cao
- Giải cứu con tin
- Đàn áp bạo loạn trong tù
- Hỗ trợ cảnh sát dân sự chiến đấu dưới mọi hình thức
- Hỗ trợ hỏa lực tấn công trong những tình huống nhất định
- Tuần tra có vũ trang quanh các khu ổ chuột
- Thực hiện các nhiệm vụ đặc biệt ở các vùng đầm lầy hoặc địa hình miền núi như trinh sát, xâm nhập
- Tham gia chiến đấu bảo vệ chủ quyền đất nước
- Giảm tỉ lệ tội phạm tới mức tối thiểu
- Giải quyết các tình huống có rủi ro tổn thất cao về tính mạng hoặc thiệt hại tài sản
- Chiến đấu chống lại các phe phái có vũ trang

## Vũ khí và phương tiện
Lực lượng này có một đội xe chiến đấu bọc thép được gọi là "Pacificador" ("Peacemaker", tạm dịchː "Người hòa giải") hoặc "Caveirão" ("Big Skull", tạm dịchː "Sọ lớn") và một chiếc UH-1 Huey. Những phương tiện này được sử dụng trong các nhiệm vụ tại khu ổ chuột (favelas), nơi xung đột ác liệt với những đối tượng buôn bán ma túy được trang bị vũ khí hạng nặng. BOPE cũng có một máy xúc để dọn chướng ngại vật, lô cốt,...
Những thành viên của BOPE được trang bị vũ khí hạng nặng:
- Súng trường M16
- M4 carbine
- Súng bắn tỉa H&K PSG1
- Benelli M3
- FN P90 [3]
- IMBEL MD97
- H&K MP5 A2 và K
- H&K G3
- H&K 21
- Tarus PT92
- IMBEL 9mm
- FN FAL
- FN PARAFAL
- Carbine M1
- Browning M2
- Lựu đạn

## Tranh cãi

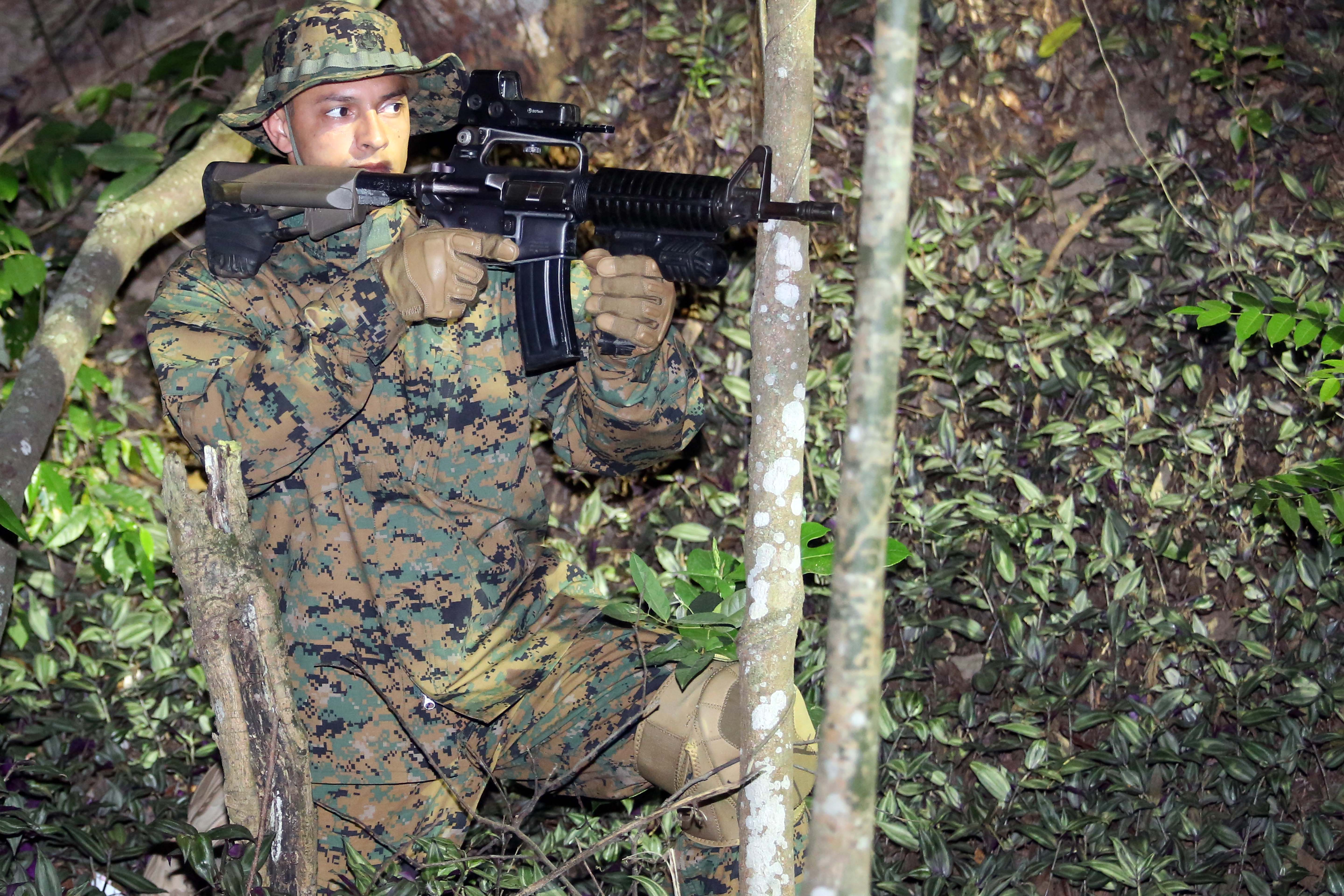
Đào tạo đặc nhiệm BOPE với hoa văn ngụy trang MARPAT mới.

BOPE đã tạo ra tiếng tăm do vai trò của họ trong cuộc chiến chống ma túy dữ dội ở những khu ổ chuột tại Rio de Janeiro. Họ đã được nhiều tờ báo gọi là "Biệt Đội Tử Thần". Điều đó một phần đã được chỉ ra trong logo của họ là một con dao trong hộp sọ, ở trên hai khẩu súng lục bắt chéo (thường được biết đến ở Brazil là "faca na caveira", tiếng Bồ Đào Nha "con dao trong hộp sọ"). Theo trang web chính thức của BOPE, con dao trong hộp sọ tượng trưng cho "Chiến Thắng Tử Thần" và hai khẩu súng ngắn bắt chéo là biểu tượng của quân cảnh.
Một báo cáo năm 2005 của Trường Đại học Luật New York về các vụ hành quyết tư pháp đã chỉ ra rằng BOPE có liên quan đến cái chết của 4 thanh thiếu niên với lý do họ là những kẻ buôn bán ma túy chống lại việc bắt giữ, và các sĩ quan BOPE đã làm giả hiện trường vụ án nhằm đổ tội cho những thanh niên này, khiến các nạn nhân giống như những thành viên thuộc các băng đảng tội phạm. Không có loại vũ khí nào được tìm thấy trên các nạn nhân và cũng không ai trong số họ có tiền sử phạm tội trước đây. 
Tổ chức Ân xá Quốc tế tuyên bố rằng "lực lượng cảnh sát ở Brazil áp dụng các phương pháp đàn áp bằng bạo lực cường độ cao. Những điều này vi phạm các quyền cơ bản của phần lớn dân số", và ví dụ một số thường dân bị giết bởi BOPE. Vào tháng 03 năm 2006, Tổ chức Ân xá Quốc tế đặc biệt lên án việc sử dụng những chiếc xe tải bọc thép Caveirão, tuyên bố rằng việc triển khai phương tiện nhắm vào các mục tiêu bừa bãi trong cộng đồng đã làm nổi bật sự thiếu hiệu quả của việc sử dụng vũ lực quá mức.

## Những đơn vị cảnh sát có tên tương tự ở Brazil

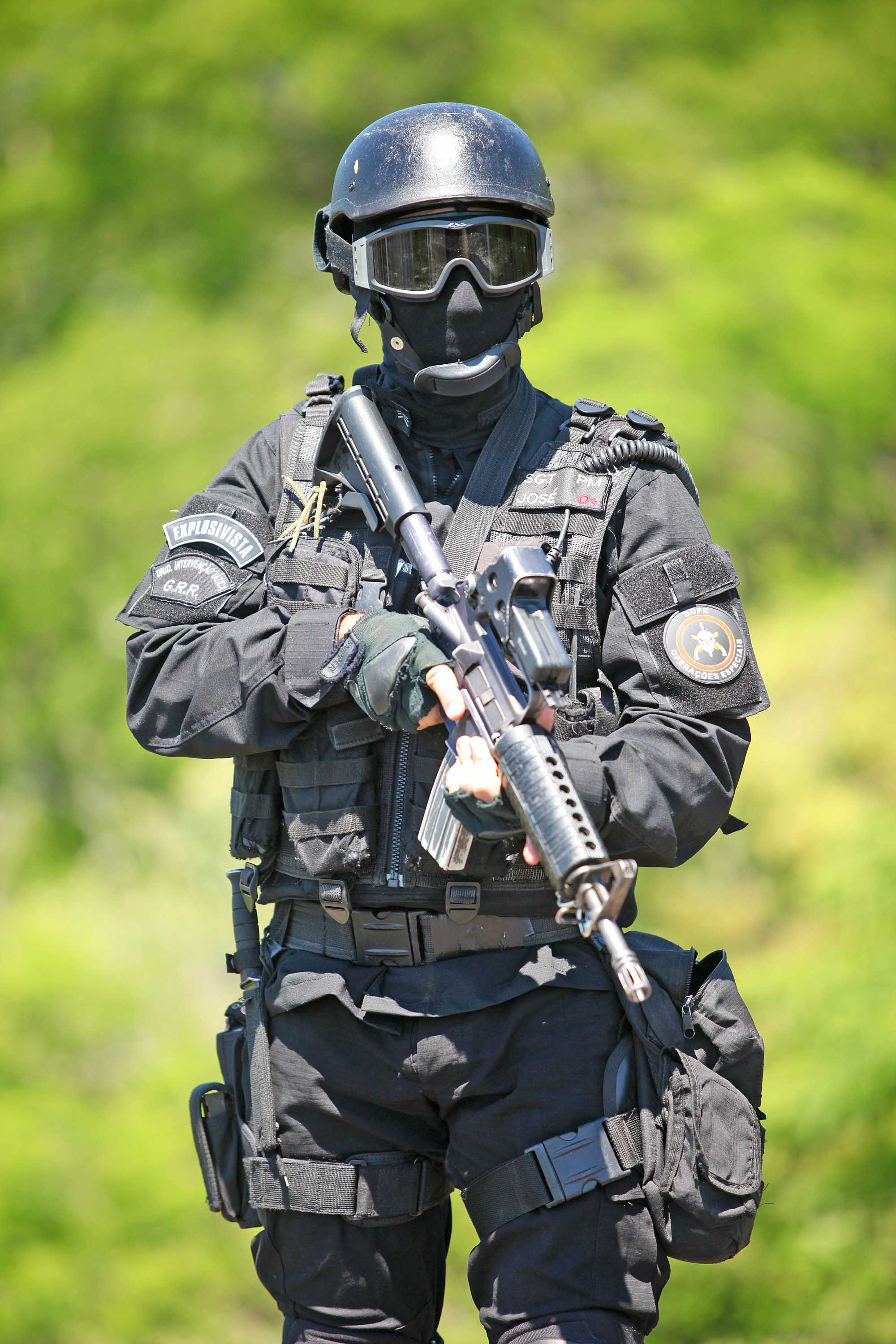
Do Thế vận hội mùa hè 2016, BOPE đã nhận được nhiều khoản đầu tư đáng kể từ chính phủ Brazil.

BOE hoặc BOPE là những từ viết tắt có thể chỉ các đơn vị cảnh sát quân sự chuyên ngành sau: BOE (Batalhão de Operações Especiais):
- Tiểu đoàn Đặc nhiệm (PMAC) – tại Acre [12]
- Tiểu đoàn Đặc nhiệm (PMDF) – tại Quận Liên bang [13][14][15]
- Tiểu đoàn Đặc nhiệm (PMMT) – ở bang Mato Grosso [16]
- Tiểu đoàn Đặc nhiệm (PMPR) – bang Paraná [17]
- Tiểu đoàn Đặc nhiệm (PMPI) – bang Piauí [18]

Đơn vị BOPE (Batalhão de Operações Policiais Especiais):
- Tiểu đoàn Cảnh sát Đặc nhiệm (PMBA) – bang Bahia [19]
- Tiểu đoàn Cảnh sát Đặc nhiệm (PMAL) – bang Alagoas [20]
- Tiểu đoàn Cảnh sát Đặc nhiệm (PMRR) – ở bang Roraima [21][22]
- Tiểu đoàn Cảnh sát Đặc nhiệm (PMSC) – bang Santa Catarina [23]
- Tiểu đoàn Cảnh sát Đặc nhiệm (PMERJ) – ở bang Rio de Janeiro [24]
- Tiểu đoàn Cảnh sát Đặc nhiệm (PMRN) – ở bang Rio Grande do Norte [25]

## Trong văn hóa đại chúng
Năm 2006, cuốn sách Tropa de Elite, được viết bởi nhà xã hội học Luiz Eduardo Soares và hai sĩ quan BOPE, Thiếu tá André Batista và Đại úy Rodrigo Pimentel, được xuất bản. Nó cung cấp một cuộc sống bán giả tưởng về cuộc sống hàng ngày của BOPE cũng như một số sự kiện lịch sử, dựa trên kinh nghiệm của hai sĩ quan. Cuốn sách mô tả BOPE như một "cỗ máy giết chóc" và kể chi tiết về một âm mưu ám sát viên thống đốc Leonel Brizola của một số sĩ quan cảnh sát. Cuốn sách đã gây tranh cãi tại thời điểm xuất bản, Batista bị Quân cảnh khiển trách và kiểm duyệt. Vào 2007, cuốn sách đã được dựng thành phim Tropa de Elite (Tiểu đội ưu tú), được đạo diễn bởi Jose Padilha (cũng là đạo diễn của bộ phim tài liệu Bus 174), với kịch bản của nhà biên kịch nổi tiếng đã được đề cử giải Academy Award là Bráulio Mantovani. Năm 2010, bộ phim có phần tiếp theo, Elite Squad: The Enemy within (tạm dịchː "Tiểu đội ưu túː Kẻ thù từ bên trong".
Hai đặc nhiệm BOPE là Capitão (Đại úy) và Caveira (Đầu lâu) được giới thiệu trong trò chơi điện tử Tom Clancy's Rainbow Six Siege trong một bản mở rộng.
OPES là một đơn vị cảnh sát đặc biệt của Brazil trong game bắn súng góc nhìn thứ nhất online CrossFire. Logo OPES có hộp sọ và một con dao tương tự như của BOPE. OPES đã được giới thiệu cùng với việc phát hành bản Brazil của trò chơi trong năm 2011.
BOPE được giới thiệu ở phần 1, tập 2 của Elite World Cops, một chương trình truyền hình có nội dung về các lực lượng cảnh sát ưu tú trên thế giới, với sự tham gia của Chris Ryan, cựu binh của Trung đoàn Tác chiến Đường không Đặc biệt SAS.
Đội cảnh sát đặc nhiệm UFE, lấy cảm hứng từ BOPE, là một trong những kẻ thủ mà Max phải đối mặt trong trò chơi điện tử Max Payne 3. UFE có nhiều thành viên vi phạm các quyền cơ bản lên người dân ở khu ổ chuột favelas và sử dụng bạo lực gây chết người.